# Ławrynowicze (rejon świsłocki)
Ławrynowicze (biał. Лаўрынавічы; ros. Лавриновичи) – wieś na Białorusi, w obwodzie grodzieńskim, w rejonie świsłockim, w sielsowiecie Chaniewicze.
W latach 1940—1961 siedziba sielsowietu Ławrynowicze.
W dwudziestoleciu międzywojennym miejscowość leżała w Polsce, w województwie białostockim, w powiecie wołkowyskim, w gminie Łysków. 16 października 1933 utworzyła gromadę w gminie Łysków. Po II wojnie światowej weszła w struktury ZSRR.